# Veraguas CD
Der Veraguas Club Deportivo ist ein panamaischer Fußballklub mit Sitz in der Stadt Santiago de Veraguas.

## Geschichte
Der Klub wurde im Jahr 2005 ursprünglich von der El Sindicato Único Nacional de Trabajadores de la Industria de la Construcción y Similares (Nationale Gewerkschaft der Arbeitnehmer des Baugewerbes und ähnlichem) als SUNTRACS FC gegründet. Es gelang der Sieg bei der Copa Rommel Fernández und damit der Aufstieg in die zweite Liga des Landes. Bereits in der Clausura 2011 erreichte der Klub das Finale um den Aufstieg, wo man unterlag dem Colón C-3 FC mit 0:2 unterlag. In der Saison 2013/14 gelang es erneut die Clausura zu gewinnen, scheiterte im Finale um den Aufstieg, diesmal an Atlético Chiriquí. Ein drittes Mal gelang es in der Saison 2014/15 das Finale zu erreichen und verlor dieses mit 0:3 gegen SD Atlético Nacional.
Im Juli 2016 wurde der Klub in Leones de América umbenannt. Man gewann die Apertura 2018 erneut ohne Aufstieg. Im Jahr 2019 erfolgte die Umbenennung in Veraguas FC. Durch Aufstockung der ersten Liga auf zwölf Mannschaften, war geplant, den Klub in diese Spielklasse aufzunehmen, im November 2019 wurde jedoch beschlossen, dass Veraguas keinen Platz bekommt. Im Jahr 2020 benannte sich der Klub in Veraguas CD um. In der Saison 2019/20 gelang der Aufstieg.
In der Conferencia Oeste der ersten Liga erreichte man mit 26 Punkten den dritten Platz und nahm an der Finalrunde der Apertura 2021 teil. Dort scheiterte man im Halbfinale an Universitario.